# 南京有有足球俱乐部
南京有有足球俱乐部，俱乐部成立于2003年，俱乐部的前身是辽宁队的青年队，2002年参加甲B联赛时曾被称为葫芦岛宏运。2011年，南京有有注册参加乙级联赛失败而解散。

## 历史
2001年，连续多年参加乙级联赛的辽宁青年队成功晋升甲B。但是中国足球规定一家俱乐部不能同时拥有两支甲级队，于是球队被转让，成立辽宁星光足球俱乐部，迁移到葫芦岛参加了2002年甲B联赛，获得了第六名。赛季结束后，俱乐部和球队被整体收购，南迁到南京成立了南京有有足球俱乐部。
2004年南京有有队引进了名气颇大的胡云峰，甚至在赛季末胡云峰以球员的身份进入到了教练组，这也为他日后出任南京有有队主教练打下了基础。同年8月初，南京队全体球员就因为长期欠薪罢训，直到俱乐部承诺几天内就会发放工资，这次罢训才宣告结束。据悉当时俱乐部穷到基地没钱安装空调，医疗用品买不起，甚至部分球员连手机费都交不起。
2005年，南京有有通过队内提拔，胡云峰升任为主教练，或许是胡云峰与队员之间有着某种默契，在胡云峰上任后的首个赛季，球队战绩有所提高。
2006年，赛季结束后排名联赛第5位，这也成为了南京有有在次级别联赛的最好名次。
由於南京有有未能在规定日期内支付外援欠薪，2009年12月21日，中国足协做出扣除南京有有在2009年中甲联赛积分6分的决定，并罚款5万元。同时在2010年中甲比赛中，南京有有被减少1名外援出场名额。
2010年，胡云峰在赛季前辞去了主教练职务，而南京有有由于财政问题，加上连续由于球场纪律问题被中国足协罚款，一度到达难以支付球员工资的地步。7月21日在中甲联赛第12轮客场对阵广州恒大的比赛前传闻称南京有有出现球员因欠薪罢训可能要放弃比赛，甚至希望以7名球员上场比赛（后被否决），最终南京队还是来了12名队员，唯一的一个替补还要是守门员，值得注意的是，替补守门员的40号球衣也是临时缝上去的，而球队的多名教练和工作人员也没有随队来到广州。比赛最终以0-10惨败予广州队，创造了中国职业足球联赛最大比分差记录和中甲联赛的单场最大比分纪录。这场赛后，南京有有多名球员公开跳出来说出了俱乐部欠薪已久的事情，这让南京有有队重新回到了公众的视线之中。而且，球员还在一封万言信中爆料球员为了生活甚至参与了赌球，如此种种，使得南京有有队人心惶惶，战绩也毫无起色，最终导致了南京有有降级。
2011年4月，南京有有原定注册参加乙级联赛，由于存在欠薪问题，被中国足协拒绝为其注册。虽然足协给他们宽限了注册时间，但南京有有依然没能把工资发给队员。最终足协取消球队的注册资格，南京有有解散。

## 歷季成績
| 年份       | 名次   | 場次 | 勝 | 和 | 負 | 得球 | 失球 | 積分 |
| ---------- | ------ | ---- | -- | -- | -- | ---- | ---- | ---- |
| 2002年甲B  | 第6名  | 22   | 8  | 6  | 8  | 22   | 29   | 30   |
| 2003年甲B  | 第9名  | 26   | 8  | 9  | 9  | 21   | 23   | 33   |
| 2004年中甲 | 第9名  | 32   | 10 | 11 | 11 | 44   | 47   | 41   |
| 2005年中甲 | 第7名  | 26   | 10 | 6  | 10 | 43   | 38   | 36   |
| 2006年中甲 | 第5名  | 24   | 10 | 5  | 9  | 24   | 20   | 35   |
| 2007年中甲 | 第10名 | 24   | 6  | 6  | 12 | 26   | 39   | 24   |
| 2008年中甲 | 第10名 | 24   | 6  | 9  | 9  | 35   | 38   | 27   |
| 2009年中甲 | 第12名 | 24   | 5  | 9  | 10 | 23   | 40   | 181  |
| 2010年中甲 | 第13名 | 24   | 3  | 5  | 16 | 19   | 62   | 14   |

1因为外援债务纠纷被扣除六分

## 著名球員
| - 胡云峰 - 曲圣卿 - 崔光浩 - 肖智 - 范赟 - 熊飞 - 吳偉超 - 林久克 - 谢里奥 - 兰科维奇 - 斯坦季奇 |